# Mont Nagayama
Le mont Nagayama (永山岳, Nagayama-dake) est un stratovolcan culminant à 1 978 m d'altitude dans le groupe volcanique Daisetsuzan des monts Ishikari en Hokkaidō au Japon.